# حقیقت

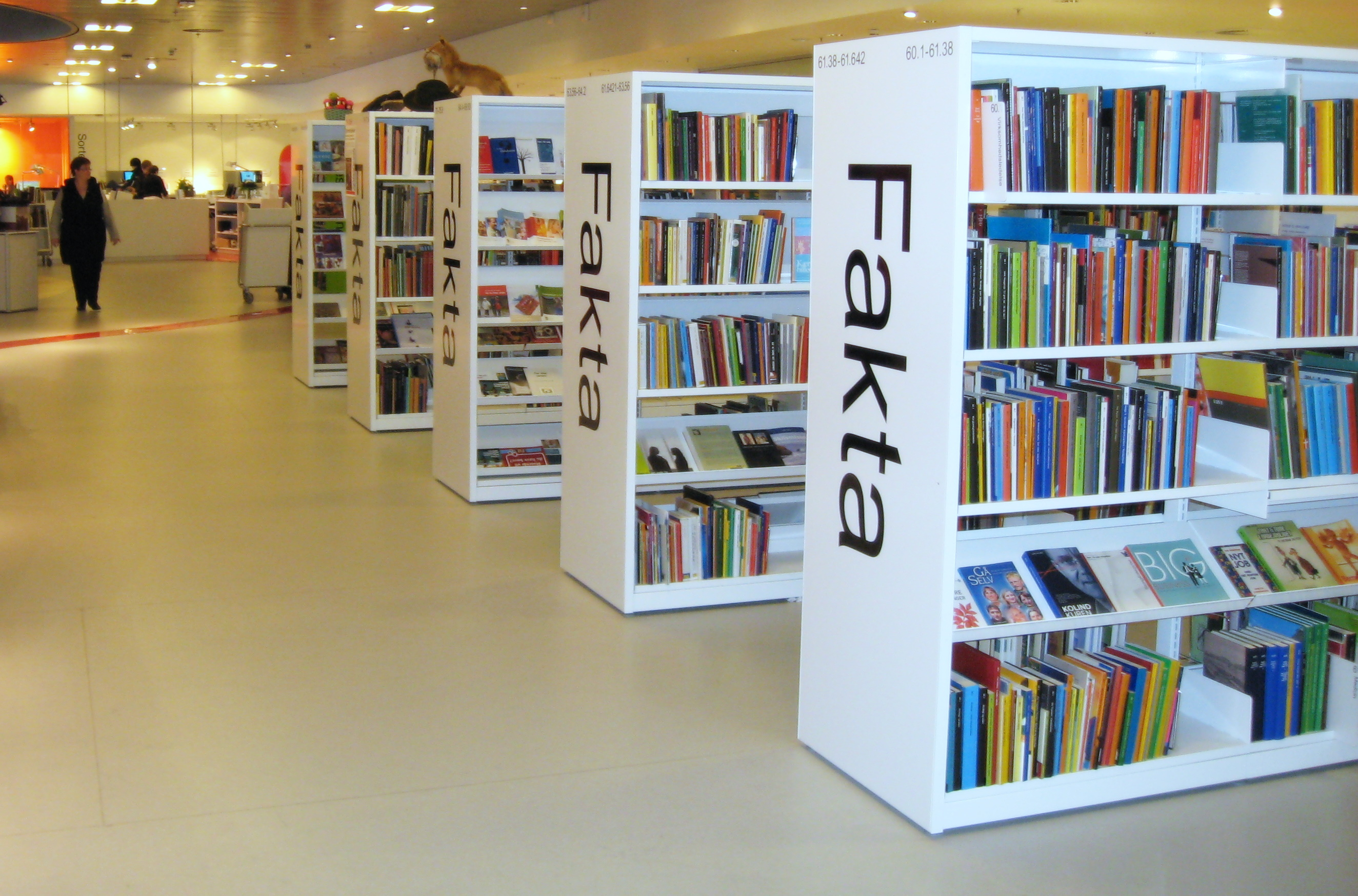
عکسی از نظم و پیوستگی و ترغیب به مطالعه

حقیقت، حقیقی، وجود مسلم یا ((فکت (به انگلیسی: Fact)) چیزی است که واقعاً رخ داده‌است یا در واقع موجودیت دارد. تعریف مزبور یک آزمون معمول برای اثبات یک پدیده یا موضوع است که اغلب مربوط به تجربه است. نتایج حاصله از مراجع قابل اعتماد اغلب برای اثبات استفاده می‌شود. حقایق علمی توسط مشاهده دقیق و تکرار یا اندازه‌گیری (توسط آزمایش یا وسایل دیگر) تأیید می‌شوند.
با توجه به اینکه انسان ممکن است از روی شهود و یا عقل تصمیم بگیرد دو نوع حقیقت وجود دارد.
حقیقت با واقعیت متفاوت است چرا که حقیقت آن چیزی است که ذاتا درست و صحیح و به حای حق است ولی واقعیت ممکن است واقعا رخ دهد ولی بر خلاف حقیقت موضوع باشد.

## در فلسفه
در فلسفه، مفهوم مزبور در معرفت‌شناسی و هستی‌شناسی در نظر گرفته می‌شود. سؤالات از ماهیت و وجود از نزدیک با پرسش از حقیقت است. یک «حقیقت» می‌تواند به عنوان چیزی که در مورد تعریف به کار می‌رود به کار رود.